# Las mozas del cántaro (boceto)
Las mozas del cántaro es un boceto preparatorio para el cartón para tapiz homónimo, diseñados ambos por Francisco de Goya para su séptima y última serie de cartones para tapices, destinados al despacho del rey Carlos IV en El Escorial.
A la muerte de Josefa Bayeu, mujer de Goya, en 1812, se realizó un inventario con las pinturas en propiedad del maestro de Fuendetodos. Aparece Las mozas del cántaro catalogado como «X13», aunque dicho número también le pertenece a La aguadora y El afilador

## Análisis
Tres muchachas están en una fuente, mientras dos sostienen cántaros sobre la cabeza y las manos, la tercera llena de agua su recipiente. La principal diferencia con respecto al cartón es que este se trata de una pieza crítica e incitante, aparece un niño entre las jóvenes, que visten trajes vistosos y joyas típicas de las majas.
Goya eliminó aquí el pilar sustituyéndolo por pirámide y bola, reduciendo la verticalidad de la composición. Los personajes destilan simpatía y campechanismo, plenos de alegría y sencillez.
En lontananza se vislumbran fondos de una ciudad, desdibujados y sin volumen concreto. El cielo es luminoso y claro, al tiempo que la maravillosa fábrica del muro adivina la intrepidez de Goya al representar espacios.
Factible es la teoría de que se trata de una alusión al tema de la celestina que incita a la muchacha joven a prostituirse, siendo así indicio de una castidad a punto de romperse. A pesar de ello, toda la serie está impregnada de simbolismos difíciles de comprender pues el ambiente no permite desarrollarlos con claridad —La boda y El pelele—. Janis Tomlinson es la principal autora que sostiene esta teoría. Otros autores consideran esta pieza como alegoría de las cuatro edades del hombre.
Puede inspirarse en una obra del francés Michel-Ange Houasse, artista en la corte del rey Felipe V. Houasse produjo, entre otras obras de género, un cuadro llamado Mujeres en la fuente (Patrimonio Nacional). Si bien no existe demasiada similitud entre ambos lienzos, el parecido estético es innegable.